# Vojta Náprstek
Vojtěch Náprstek, původním německým jménem Adalbert Fingerhut, též známý jako Vojta Náprstek (17. dubna 1826 Praha – 2. září 1894 Praha) byl český vlastenec, národopisec, mecenáš a bojovník za pokrok.

## Životopis

### Rodina
Narodil se jako druhý syn v rodině majitelů lihovaru a hostince, manželů Antonína Fingerhuta (rozeného v obci Tuchlovice) a vdovy Anny Novákové rozené Homové. Bratr Ferdinand se až do své smrti věnoval výrobě lihovin. Oba vyrůstali ještě se svými nevlastními sourozenci z matčina prvního manželství.

### Studia
Do 60. let 19. století podle pobytových přihlášek nebo až do roku 1880 Náprstek užíval německou formu svého jména Adalbert Fingerhut. Vystudoval klasické Akademické gymnázium. Od raného dětství projevoval zájem o cizí kultury a chtěl studovat orientalistiku. Na přání matky ale začal studovat práva ve Vídni.

### Exil 1848
Během studií práv se v roce 1848 aktivně zúčastnil povstání v Praze i ve Vídni. Poté, co byla revoluce potlačena, musel před zatčením uprchnout. Spolu s přítelkyní nastoupili do zaoceánské lodi a odjeli do emigrace do USA. Ve Spojených státech prožil více než 9 let, v jejichž průběhu se živil různými činnostmi – jako truhlář, nádeník, knihkupec, politik a diplomat.
Jeho knihkupectví se stalo krajanským střediskem pro vystěhovalce přicházející z Čech. Byl členem vládní expedice, jejímž úkolem bylo prozkoumat indiánský kmen Dakota; toto byl pravděpodobně první impuls, který jej nasměroval k národopisu.

### Praha 1858

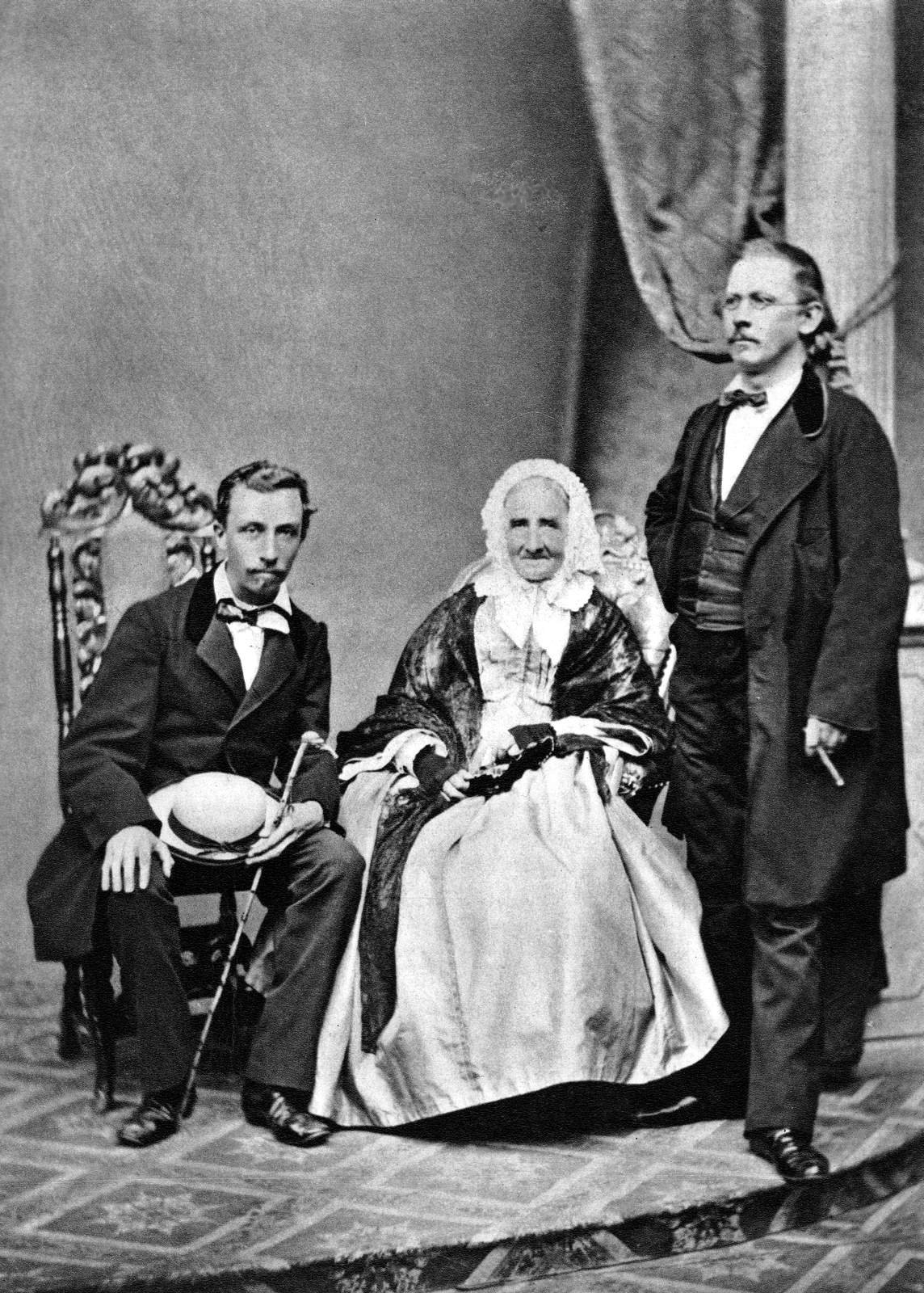
Vojta Náprstek (vpravo) s matkou Annou Náprstkovou a starším bratrem Ferdinandem Náprstkem.

V roce 1858 se vrátil do Prahy a změnil – za vydatné spoluúčasti své matky Anny Náprstkové – rodinný pivovar a palírnu destilátů „U Halánků“ v domě čp. 269/I na dnešním Betlémském náměstí v centrum české inteligence. Zde se zasazoval za šíření osvětové činnosti. 25. února 1875 se oženil s Josefou Křížkovou. Za její vydatné pomoci propagoval emancipaci žen a podporoval šíření pokroku do domácností, především prostřednictvím Amerického klubu dam.
Byl považován za „Českého konzula“ všech Čechů žijících v zahraničí. Rád navštěvoval Anglii jako kolébku průmyslového pokroku, zúčastnil se například první Světové výstavy v Londýně roku 1851, stýkal se se zakladateli South Kensingtonského muzea a dalšími představiteli sbírkových institucí, například v Německu. Také díky tomu stále více rostly jeho sbírky, proto roku 1862 změnil svůj rodný dům na České průmyslové muzeum (dnešní Náprstkovo muzeum asijských, afrických a amerických kultur), jehož významnými sponzory byla jeho matka i manželka. Přispěvateli do jeho sbírek byli například cestovatelé Emil Holub, Josef Kořenský, Enrique Stanko Vráz, zoolog Antonín Frič, jazykovědec Bedřich Hrozný, básník Julius Zeyer, první ředitel muzea Ludvík Kottner s manželkou, nebo Vojtova manželka Josefina, která pravidelně průmyslové výrobky z oboru textilu a galanterie nejen nakupovala, ale také vybírala dary předmětů od členek Amerického klubu. Přesto se pomalu oslaboval původní účel muzea, a to přinášet veřejnosti praktické ukázky soudobé techniky, řemesel a průmyslu. Stále větší důraz byl kladen na rostoucí národopisné sbírky. V roce 1866, když už bývalý rodinný pivovar nestačil, dal Náprstek na přilehlých pozemcích zbořit staré domy a postavit novou budovu, která dodnes nese jméno svého zakladatele – Náprstkovo muzeum. 
Roku 1866 se mu dostalo od císaře za loajálnost a činy během okupace Pruskem "Výrazu Nejvyšší spokojenosti".
V srpnu 1868 patřil mezi 81 signatářů státoprávní deklarace českých poslanců, v níž česká politická reprezentace odmítla centralistické směřování státu a hájila české státní právo.
11. června roku 1888 společně s Vilémem Kurzem st., Františkem Čížkem a Vratislavem Pasovským založil Klub českých turistů.
Své pokrokové smýšlení projevoval veřejně jako bezvěrec a hlásal je i po smrti, kdy si jako jeden z prvních Čechů přál být zpopelněn. Protože to však tehdejší rakousko-uherské zákony neumožňovaly, jeho ostatky musely být převezeny ke zpopelnění do města Gotha v Durynsku (Německo). Zemřel bezdětný, v závěti svůj majetek připsal svému muzeu; součástí jeho osobních sbírek bylo 46 tisíc svazků knih a 18 tisíc fotografií. Jeho urna je uložena v Náprstkově muzeu v Praze.

## Inspirace v umění
Ve druhém díle historické pentalogie Vladimíra Neffa Císařské fialky vystupuje Vojta Náprstek a jeho matka Anna Náprstková (jako  „panímaminka Náprstková“). V televizním seriálu Sňatky z rozumu, natočeném podle Neffova díla, představoval Vojtu Náprstka Zdeněk Řehoř a jeho matku Jiřina Štěpničková.